# Basislastcentrale

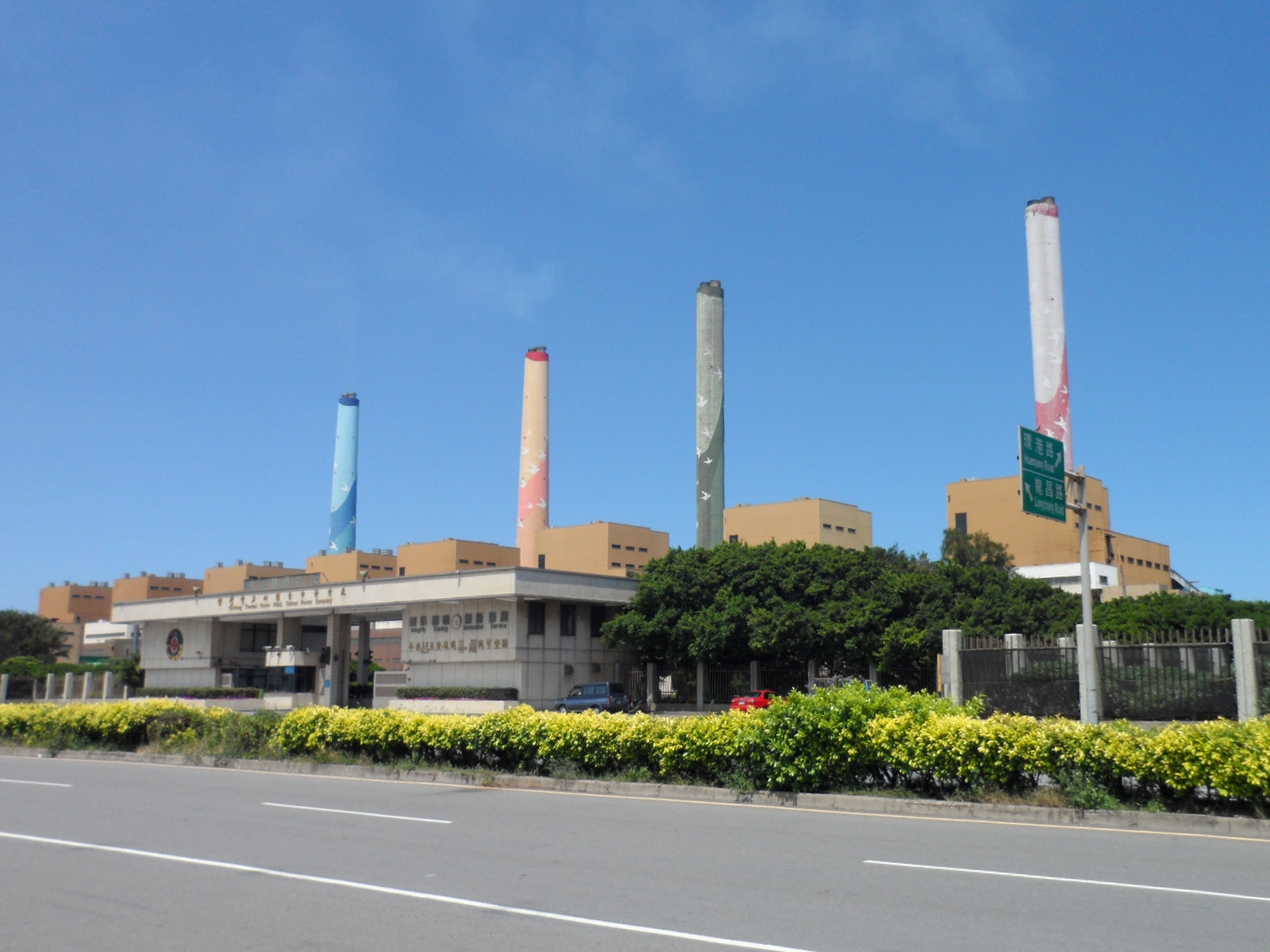
Basislastcentrale

Een basislastcentrale (vaak spreekt men ook van baseload) is een elektriciteitscentrale die met een constant vermogen elektriciteit levert. Dit type centrale kan het geleverde vermogen niet aanpassen aan de vraag naar elektriciteit. Deze centrales moeten daarom altijd worden aangevuld met snel regelbare centrales. Kolen- en kerncentrales zijn bijvoorbeeld basislastcentrales.
Elektriciteit uit basislastcentrales is goedkoper dan die van middenlast- of piekcentrales, omdat de kapitaalkosten over meer kWh verspreid kunnen worden. Uit economisch oogpunt is het daarom gunstig wanneer de landelijke vraag naar elektriciteit weinig pieken en dalen vertoont, met andere woorden, een zo veel mogelijk gelijkmatig verloop heeft. Ook het milieu is hierbij gebaat, omdat een hoogrenderende basislastcentrale minder uitstoot dan een middenlast- of piekcentrale. Om een gelijkmatiger vraag naar elektriciteit te bevorderen gaan elektriciteitsbedrijven over tot z.g. "peakshaving". Een voorbeeld hiervan is het instellen van een weekendstroomtarief. In gebieden met stuwmeren bedrijft men peakshaving door op momenten met lage vraag naar elektriciteit deze meren vol te pompen, waarna de eerstvolgende piek wordt opgevangen door met het opgepompte water elektriciteit op te wekken.